# Émeute du stade de Port-Saïd

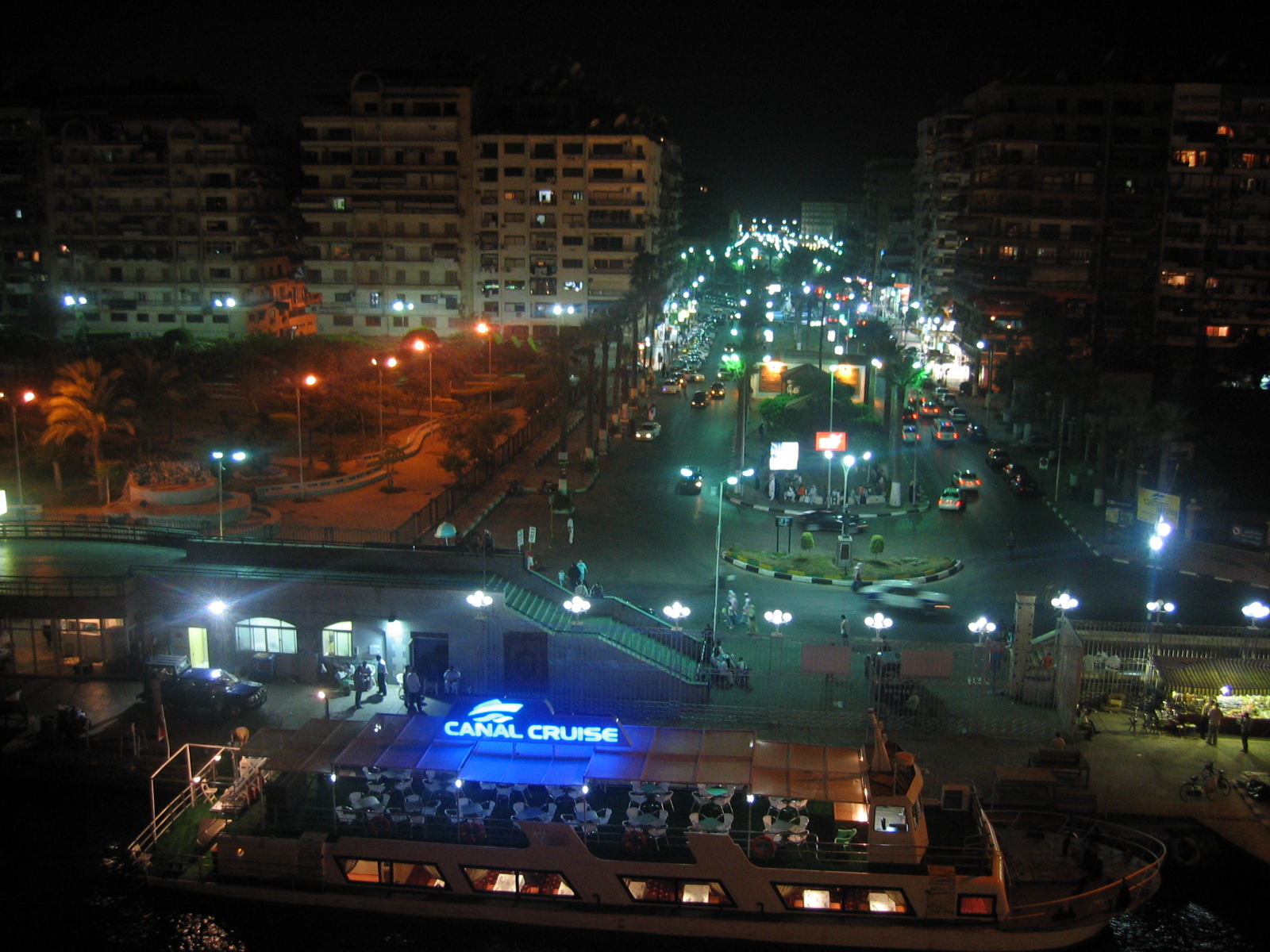
Jetée des navires de croisière de Port Said, Égypte.

L'émeute du stade de Port-Saïd se déroule le 1er février 2012 à Port-Saïd en Égypte en marge d'un match de championnat d'Égypte de football opposant le club d'Al Masry, basé à Port-Saïd, à celui d'Al Ahly SC, basé au Caire. Au moins 72 personnes décèdent après que de nombreux supporteurs locaux aient pris d'assaut les tribunes du stade et le terrain après la victoire (3-1) de leur club. Il s'agit de l'incident le plus meurtrier de l'histoire du football égyptien. De nombreuses personnes décèdent piétinées dans les bousculades, mais aussi poignardées ou à la suite de chutes des gradins.

## Déroulement des événements
Après une seconde mi-temps agitée, où les provocations se succèdent des deux côtés, l’arbitre donne le coup de sifflet final, entérinant la victoire sur un score de 3-1 de l’équipe locale sur Al Ahly SC, champion en titre et un des clubs les plus titrés du pays.
Des groupes organisés de supporteurs d’Al-Masry déferlent alors sur le terrain, pourchassant d’abord les joueurs d’Al Ahly SC, puis leurs fans. Certains sont armés de couteaux et de barres de fer. Les forces de sécurité apparaissent soit débordées soit inactives.
L'entraîneur d'Al-Ahly, Manuel José est agressé par des supporters en tentant de rejoindre les vestiaires. José et le joueur international Mohamed Aboutreika rapportent que des supporters sont morts dans leur vestiaire.
Le bilan s'élève à 72 morts et plusieurs centaines de blessés.
Le 26 janvier 2013, à l'issue du procès, vingt et une personnes sont condamnées à la peine de mort par la justice égyptienne. Elles ont été reconnues coupables d'être impliquées dans les violences.

## Réactions
Issa Hayatou, président de la Confédération africaine de football, dont le siège est au Caire, adresse ses condoléances en affirmant que « c'est tout le football qui est en deuil » et annonce qu'une minute de silence sera observée dans tous les matchs de la Coupe d'Afrique des nations de football 2012 en cours au Gabon et en Guinée équatoriale. 
Sepp Blatter, président de la FIFA se dit « très choqué et attristé ». La FIFA demande aussi un rapport complet aux autorités égyptiennes.
Le secrétaire général de l'Organisation des Nations unies, Ban Ki-moon réclame des « mesures appropriées » au gouvernement égyptien.
Trois joueurs internationaux égyptiens de l'équipe d'Al Ahly, Emad Meteb, Mohamed Aboutreika et Mohamed Barakat, décident d'arrêter leur carrière après ces événements tandis que l'entraîneur portugais Manuel José demande la résiliation de son contrat. Plusieurs acteurs du football égyptien demandent l'annulation du championnat d'Égypte, dont Aboutreika et l'entraîneur du Zamalek SC, Hassan Shehata.
Les Frères musulmans accusent les partisans de l'ex-president Hosni Moubarak d'être à l'origine des violences.
L'Union européenne, par l'intermédiaire de la chef de diplomatie Catherine Ashton, demande l'ouverture d'une « enquête immédiate et indépendante ».
Le directeur de la sécurité de Port-Saïd ainsi que la direction de la Fédération égyptienne de football sont licenciés. Le gouverneur de Port-Saïd démissionne.

## Polémiques
Plusieurs polémiques naissent à la suite de ces événements. D'importantes failles de sécurité, l'inaction des policiers, les absences du gouverneur de Port-Saïd et du chef de la police (alors qu'ils sont d'habitude présents) ainsi que des forces de sécurité durant les émeutes sont constatées. Des témoins affirment que la police est restée passive et a « refusé d'ouvrir les portes » pour que la foule puisse s'échapper. Le rédacteur en chef de Voice of America en Égypte a reçu des rapports décrivant l'ouverture des barrières entre les supporters des deux équipes par la police.
Les ultras égyptiens sont connus pour avoir été l'un des fers de lance de la révolution égyptienne de 2011 ayant conduit à la chute de Hosni Moubarak. Des manifestations se tiennent le lendemain des événements. Les manifestants ainsi que des élus du Parlement soutiennent la thèse du complot : les militaires sèmeraient le chaos dans le pays pour rester au pouvoir et auraient puni les ultras symboles d'une jeunesse défiant l'armée.
Par la suite, le régime égyptien a interdit toute commémoration du drame.